# Stars d'Hawaï
Les Stars d'Hawaï (en anglais : Hawaii Stars) étaient une équipe de baseball indépendant qui jouait en 2012 et 2013 à Hilo, Hawaï aux États-Unis. Le stade des Stars était le Wong Stadium.
Opérée par Hawaii Baseball, LLC, du propriétaire Bob Young, l'équipe joue en North American League en 2012, mais la ligue suspend ses activités au terme de cette saison. En 2013, les Stars sont l'une des premières équipes de la nouvelle Pacific Association of Professional Baseball Clubs, mais à la fin de cette première année, la ligue retranche ses deux clubs hawaïens (l'autre étant le club Na Koa Ikaika Maui), prétextant des coûts de déplacements trop élevés du continent à Hawaï.